# Kelemen Endre (orvos, 1899–1965)
Kelemen Endre (Kistapolcsány, 1899. február 7. – Budapest, 1965. október 20.) főorvos, egyetemi tanársegéd, törvényszéki orvosszakértő.

## Életpályája
Kelemen (Kohn) Izidor Jenő (1873–1939) igazgató-főorvos és Eisenberg Irén (1878–1965) gyermekeként született evangélikus hitre tért zsidó családban. Középiskolai tanulmányait a Magyar Királyi Tanárképző-Intézet Gyakorló Főgimnáziumában végezte, ahol tizenhét éves korában érettségi vizsgát tett. Az első világháború idején különböző hadikórházakban teljesített szolgálatot. A budapesti Pázmány Péter Tudományegyetem Orvostudományi Karán folytatta tanulmányait, majd 1922-ben a pécsi Erzsébet Tudományegyetemen avatták orvosdoktorrá. Oklevelének megszerzését követően kinevezték az egyetem Kórbonctani Tanszéke mellé díjas gyakornoknak. Később ugyanott tanársegéddé választották. 1925-től a Dr. Pápay-féle Oltóanyag és Szérumintézet Rt. vezető főorvosa, s mellette az Apponyi Poliklinika proszektora lett. Az 1930-as évektől az Újpesti Szegény Gyermekkórház Egylet Gyermekkórházának főorvosaként működött. A második világháború alatt a Rökk Szilárd utcai internálótábor főorvosa volt. 1946 májusában törvényszéki orvosszakértővé nevezték ki. Részt vett a Gutenberg nagy lexikon szerkesztésében. Tagja volt a Jó Egészség című egészségügyi lap szerkesztőbizottságának.
Halálát gócos tüdőgyulladás okozta.
Első felesége Elemér Mária Margit orvos volt, Elemér Gyula és Józipovich Mária Franciska lánya, akivel 1925. november 10-én Budapesten, a Józsefvárosban kötött házasságot. 1929-ben elváltak. Második házastársa 1929–1933 között Erdős Ilona (1906–1944), harmadik Gaál Magdolna (1912–1962) volt.

## Művei
- A „Salan“ nevű uj desinficienssel végzett vizsgálatokról. (Gyógyászat, 1923, 17–18.)
- A háziállatoknak emberre is ragályos fertőző betegségei. (Állatorvosi Közlöny, 1931, 1–3.)
- A Zondeck-Aschheim-féle terhességi reakció. (Állatorvosi Közlöny, 1931, 7–9.)